# Smědá
Smědá (německy Wittig, polsky Witka) je pravostranný přítok Lužické Nisy v okrese Liberec v Libereckém kraji. Na území Polska protéká Dolnoslezským vojvodstvím. Celková délka toku činí 51,9 km. Plocha povodí měří 331 km².

## Průběh toku
Řeka pramení pod Černým vrchem a tento její pramenný tok je někdy označován jako Smědá a někdy jako Hnědá Smědá. 

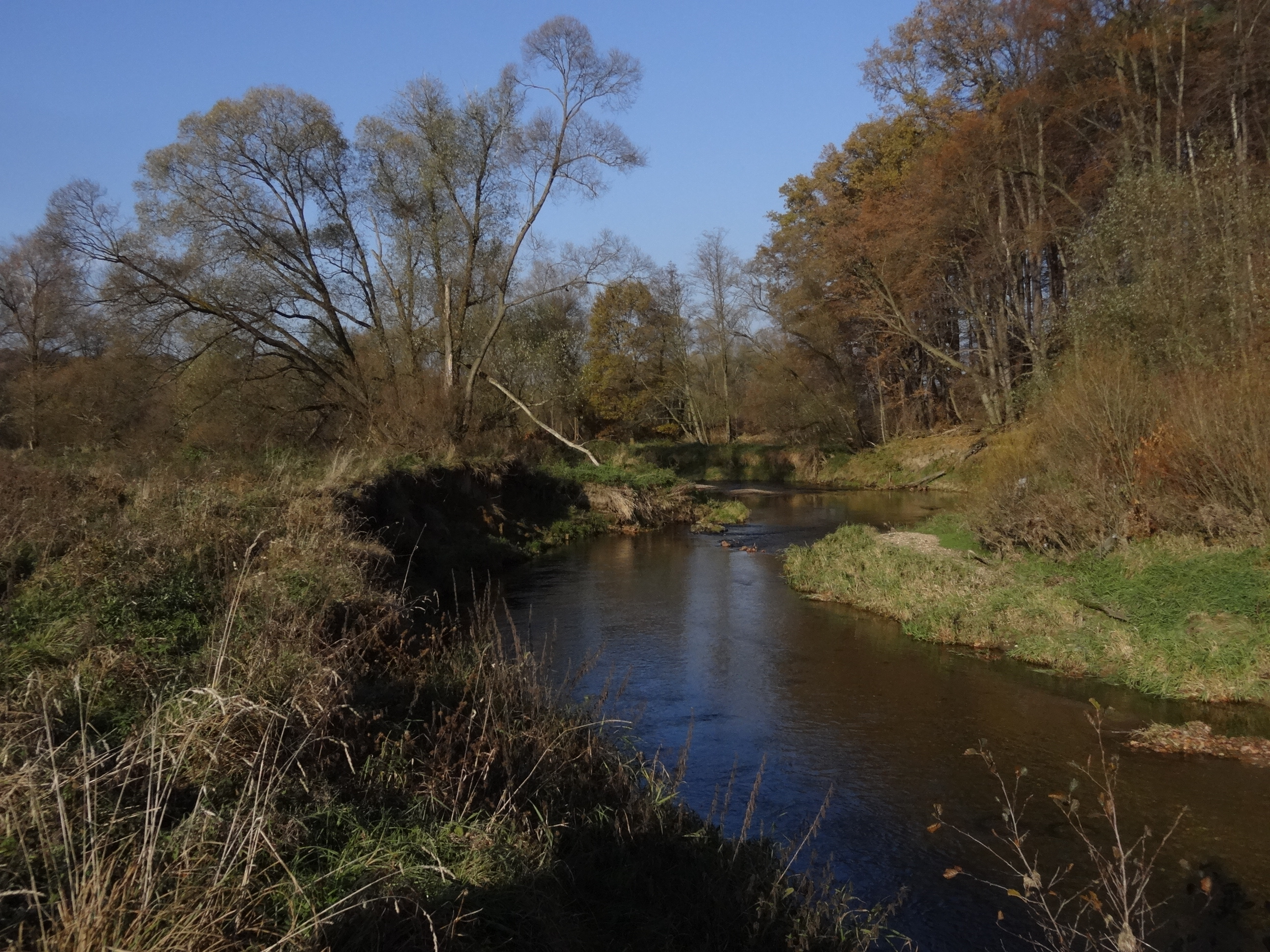
Přírodní rezervace Meandry Smědé

Protéká rašeliništěm U Studánky a pod chatou na Smědavě přijímá zprava Černou Smědou pramenící na Předělu v oblasti rašeliniště Černá jezírka a o něco níže zleva Bílou Smědou pramenící v rašeliništích mezi Smědavskou horou a Jizerou v Jizerských horách.
Původní lužickosrbský název řeky uváděný již roku 1539 byl Wietew nebo Vietev, ukazující na skutečnost, že je řeka pravostranným přítokem Lužické Nisy. Z tohoto jména bylo nejprve odvozeno její německé jméno Wittig a teprve z něj staré české jméno Vítka. Dnešní české jméno řeky je připomínkou smědé, tmavé rašelinné vody v ní.
Na českém území má délku 46 km a povodí má plochu 238 km² s průměrnou nadmořskou výškou 573 m. Na tomto povodí spadne ročně 1 180 mm srážek, průměr odtoku je 736 mm a je tedy jedním z nejvodnatějších povodí České republiky. Při svém toku na českém území překonává převýšení 800 metrů. Na řece leží přírodní rezervace Meandry Smědé.
Na polském území byla asi kilometr od hranic postavena rozlehlá vodní nádrž Witka (zvaná také Jezioro Niedów). Asi dva kilometry pod hrází se Smědá vlévá do Lužické Nisy.

### Města a obce
Bílý Potok, Hejnice, Raspenava, Frýdlant, Spytków, Niedów, Ręczyn, Radomierzyce

### Větší přítoky
- levé – Bílý potok, Černý potok, Sloupský potok, Holubí potok, Větrovský potok, Višňovský potok, Boreček
- pravé – Hájený potok, Libverdský potok, Pekelský potok, Lomnice, Řasnice, Bulovský potok, Kočičí potok

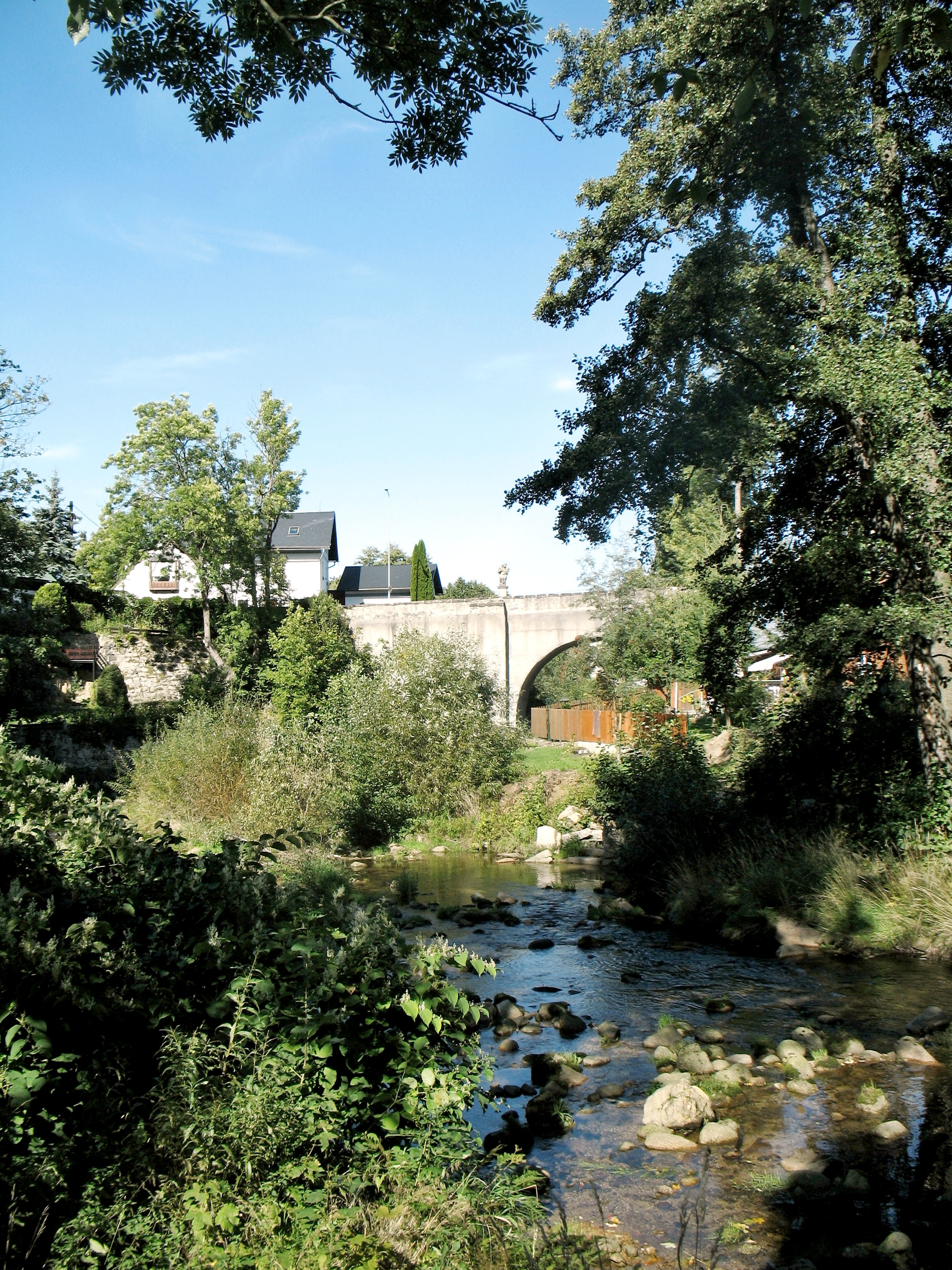
Smědá u mostu v Hejnicích

## Historie
4. července 1958 se pod frýdlantským zámkem utrhl pod lokomotivou osobního vlaku podmáčený železniční násep a ta se zřítila do rozvodněné Smědé. Při neštěstí zahynuli čtyři lidé.

## Vodní režim
Na toku Smědé je umístěno několik limnigrafů, a sice:
- od roku 1955 v Bílém Potoce[1]
- od roku 1955 ve Frýdlantě (počínaje rokem 1910 je zde instalován vodočet)[1]
- od roku 1966 ve Višňové (počínaje rokem 1955 je zde instalován vodočet)[1]

Průměrný průtok v Předláncích činí 4,21 m³/s.
Hlásné profily:
| místo      | říční km | plocha povodí | průměrný průtok | stoletá voda |
| ---------- | -------- | ------------- | --------------- | ------------ |
| Bílý Potok | 40,00    | 26,10 km²     | 0,94 m³/s       | 162 m³/s     |
| Frýdlant   | 24,70    | 132,12 km²    | 3,18 m³/s       | 357 m³/s     |
| Předlánce  | 10,60    | 243,84 km²    | 4,21 m³/s       | 488 m³/s     |

## Mlýny
- Automatický mlýn – Raspenava, okres Liberec